# Adriano Ferreira Martins
Adriano Ferreira Martins (São Paulo, 21 januari 1982) - alias Adriano - is een Braziliaans voetballer die bij voorkeur als aanvaller speelt. Hij verruilde in januari 2015 Tokushima Vortis voor Ventforet Kofu.

## Carrière
Adriano verkreeg in Brazilië nationale bekendheid toen hij in 2007 ging spelen bij ADAP. Zijn goede prestaties zorgden ervoor dat hij in 2007 tekende bij SC Internacional. Hij speelde in 2007 en 2008 bij die club, waarna hij tot 2010 telkens voor een periode van zes maanden werd uitgeleend aan achtereenvolgens Málaga, Vasco da Gama en Cerezo Osaka. Nadat hij uitgeleend was geweest aan de Japanse club Cerezo Osaka, bleef hij in dat land en in 2011 ging hij spelen voor Gamba Osaka.
Na daar een seizoen gespeeld te hebben, maakte hij de overstap naar El Jaish in Qatar waar hij tekende voor een driejarig contract. Met achttien doelpunten sloot Adriano het seizoen 2011/12 af als topscorer in de Qatari League. Hij had interesse om te spelen voor het Qatarees voetbalelftal, maar hij moest wachten tot 2014 voor hij genaturaliseerd kon worden. In augustus 2013 stapte hij over naar Qatar SC.